# بيلي سميث (لاعب كرة قدم مواليد 1906)
بيلي سميث (بالإنجليزية: Billy Smith)‏ (9 يونيو 1906 في المملكة المتحدة - 1963) هو لاعب كرة قدم بريطاني (وحمل سابقاً جنسية المملكة المتحدة لبريطانيا العظمى وأيرلندا) في مركز الظهير. لعب مع توتنهام هوتسبير وستوكبورت كونتي.